# Pontobdella vosmaeri
Pontobdella vosmaeri is een ringworm uit de familie van de Piscicolidae. De wetenschappelijke naam van de soort is voor het eerst geldig gepubliceerd in 1888 door Apáthy.